# Phobos (mythologie)
Pour les articles homonymes, voir Phobos.
Dans la mythologie grecque, Phobos (en grec ancien Φόϐος / Phóbos) est la personnalisation de la peur panique (signification de son nom en grec).
Phobos est l'étymon du mot phobie.

## Famille
Phobos est le fils d'Arès et d'Aphrodite, frère jumeau de Déimos. Selon certaines versions, il a également pour sœur Harmonie.

## Mythologie
Phobos accompagne son père à la bataille avec son frère Déimos. L’Iliade le décrit ainsi :
« Οἷος δὲ βροτολοιγὸς Ἄρης πόλεμον δὲ μέτεισι,
τῷ δὲ Φόϐος φίλος υἱὸς ἅμα κρατερὸς καὶ ἀταρϐὴς
ἕσπετο, ὅς τ' ἐφόϐησε ταλάφρονά περ πολεμιστήν »
« On voit ainsi Arès, fléau des hommes, marcher au combat,
Suivi d'Effroi, son fils intrépide et fort,
Qui met en fuite le guerrier le plus résistant. »

## Évocation moderne

### Sciences
Phobos a laissé son nom à Phobos, un des deux satellites naturels de Mars (le second portant le nom de son frère Déimos).
Le mot "phobie" vient de Phobos.

### Culture populaire
- Phobos est  un des destriers disponibles au début de l'aventure du jeu Assassin's Creed Odyssey.
- L'un des personnages jouables du jeu vidéo Quake III Arena se nomme Phobos.
- Phobos est également le prince du royaume de Méridian dans la série d'animation W.I.T.C.H..
- Dans Sailor Moon, Phobos est l'un des deux oiseaux de Rei Hino, soit Sailor Mars.
- Dans Witch and God de Liv Stone, Phobos est le frère de Deimos et un personnage secondaire.

### Sources
- Hésiode, Théogonie [détail des éditions] [lire en ligne] (v. 934).
- Homère, Iliade [détail des éditions] [lire en ligne] (XIII, 298–300).
- Nonnos de Panopolis, Dionysiaques [détail des éditions] [lire en ligne] (II, 415).
- Pausanias, Description de la Grèce [détail des éditions] [lire en ligne] (IX, 36).